# Edificio Santiago de Chile

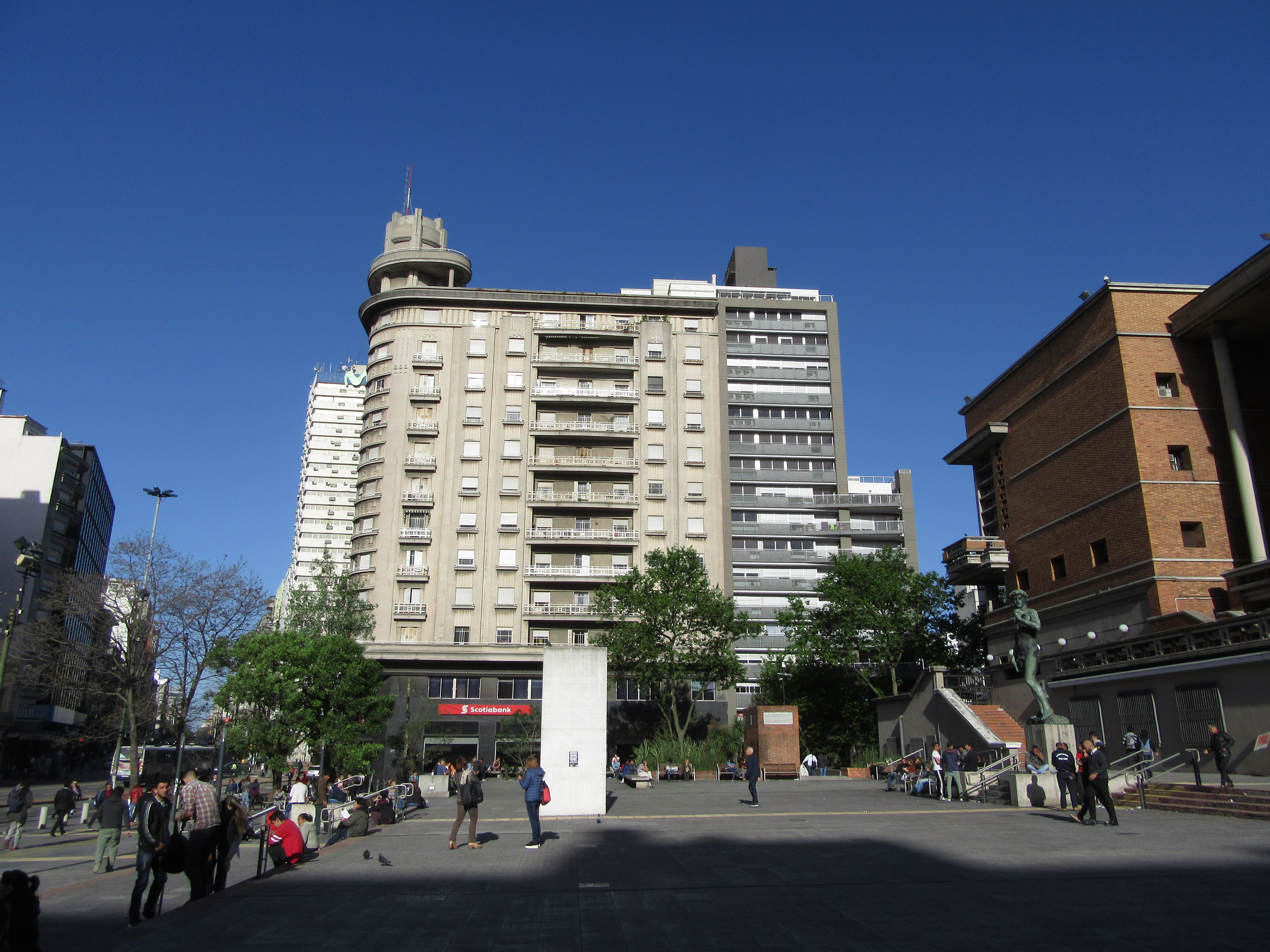
Edificio Santiago de Chile

Das Edificio Santiago de Chile, auch in seiner ursprünglichen Bezeichnung als Edificio Tapié bzw. Palacio Tapié benannt, ist ein Bauwerk in der uruguayischen Landeshauptstadt Montevideo.
Das infolge einer aus dem Jahr 1933 stammenden Baugenehmigung errichtete und 1934 fertiggestellte Gebäude befindet sich im Barrio Centro an der Calle Constituyente 1402, Ecke Santiago de Chile 1336. Als Architekt zeichnete Francisco Vázquez Echeveste verantwortlich. Das Edificio Santiago de Chile wurde als Wohnappartement- und Geschäftshaus konzipiert. Im Erdgeschoss war zunächst die Banco de la Caja Obrera untergebracht. Mittlerweile beherbergt es neben Wohnappartements, Büroräumlichkeiten und eine Zweigstelle der Banco Comercial im Parterre. Die Architektur des Gebäudes weist Bezüge zum Art déco auf.